# 施湘興
施湘興（1938年—），台灣台南市人，律師，出生於福建省廈門市風景名區鼓浪嶼，二戰後遷台，省立台南一中初中部、高中部畢業，東吳大學法學士，分別以《先秦法家法律思想研究》與《儒家天人合一思想之研究》獲碩士與中華民國教育部頒國家博士學位，於研究所就讀期間曾通過公費留學考試，並錄取美國哈佛大學法學院，惟當時律師業務已穩定，並未前往就讀。

## 求學歷程與執業概況
施湘興曾師承當代中國諸位法學名家：如民事法學部分為史尚寬、梅仲協、王伯琦、黃亮；刑事法學部分為周冶平、趙琛、陳樸生、韓忠謨；公法學曾受教於薩孟武、林紀東、馬壽華；英美法部分則為呂光、桂裕等，皆為一時之選。研究所就讀期間開始從事律師業務。碩士班指導教授為親屬法、商事法與中國法制史權威陳顧遠；博士班則經由商務印書館創辦人王雲五引薦，入室於當時東亞自然法與法律哲學泰斗，並為五五憲法起草者之吳經熊，以及中華民國孔孟學會會長陳立夫。獲頒博士學位後專職律師業務迄今，逾四十五年。施湘興數十年來幾乎皆為擔任被告之訴訟代理人，以致力於定分止爭為最大目標。僅曾對於林挺生、雷伯龍等少數鉅子提起訴訟。
施湘興除為執業律師外，亦為中華民國仲裁人、專利代理人。於取得碩士學位後，即受中國文化大學創辦人張其昀之聘，任大學部法律學系講師之職；後復經東吳大學法學院吳立榮教授引薦，於通過呂光院長之肯任，亦任大學部法律學系副教授。其後曾擔任文化大學董事兼法律學系與財經法律學系教授、東吳大學法律學系教授、司法官三等特考典試委員、律師高考襄試委員。雖為學習法律之人，但施湘興自初中時期即以文學、哲學為畢生所樂，亦曾任臺北市立金華女子中學（今台北市立金華國民中學）國文科教師。